# Міністерство духовних справ та народної освіти Російської імперії
Міністерство духовних справ та народної освіти Російської імперії (рос. Министерство духовных дел и народного просвещения Российской империи) — центральна державна установа у Російській імперії в 1817—1824, яка керувала духовними справами всіх віросповідань в Росії та установами народної освіти і науки. Установа також відома під неофіційними назвами «подвійне міністерство» (рос. «двойное министерство») та «сугубое министерство».

## Історія міністерства
Міністерство засноване указом імператора Олександра I від 24 травня (5 червня) 1817 року. Воно було утворене шляхом об'єднання:
- Міністерства народної освіти;
- Головного управління духовних справ православного сповідання Святійшого Синоду;
- Головного управління духовних справ іноземних сповідань.

Керівником новоутвореного міністерства був призначений князь О. М. Голіцин, який залишався на своїй посаді до її скасування.
Діяльність міністерства духовних справ і його «відділення справ греко-російського віросповідання», викликала запеклу протидію з боку ієрархів Російської православної церкви; митрополит Санкт-Петербурзький Серафим (Глаголевський) називав його «сіє іго єгипетське».
Указом від 15 (27) травня 1824 року міністерство було розформоване в результаті тиску з боку ієрархів РПЦ та партії противників міністра князя А. Н. Голіцина на чолі з А. О. Аракчєєвим. Навзамін розформованого міністерства були відновлені три зазначених вище відомства з деякою зміною їх функцій 1817 року.

## Основні підрозділи міністерства

### Департамент духовних справ
Був головним органом у системі виконавчої влади щодо забезпечення реалізації державної політики у сфері всіх російських віросповідань, здійснюючи зв'язок з іншими відомствами, що відали духовними справами:
- православного віросповідання: Святійшим Синодом і його обер-прокурором, який підпорядковувався міністру духовних справ; синодними конторами, консисторіями і дікастеріями; Комісією духовних училищ Синоду; головами православних єпархій;
- інших християнських віросповідань: Римо-католицькою духовною колегією, Юстіц-колегією ліфляндських і естляндських справ, Генеральним лютеранським Синодом і др.;
- нехристиянських віросповідань: іудаїстськими общинами, мусульманськими муфтіями та ін.

Департаменту підпорядковувалося управління релігійною діяльністю на території Російської імперії, а також Царства Польського, Палестини і деяких інших територій, включаючи питання відкриття і закриття церков та монастирів, господарські питання відносно духовного майна, статистики тощо.
Департамент складався з чотирьох відділень:
- 1 відділення — справи греко-російського віросповідання;
- 2 відділення — справи римо-католицького, греко-уніатського (греко-католицького) та вірменського віросповідань;
- 3 відділення — справи всіх протестантських віросповідань;
- 4 відділення — справи єврейського, мусульманського і інших віросповідань (окрім ламаїстського, що залишилося у відомстві Міністерства закордонних справ).

### Департамент народної освіти
Здійснював загальне керівництво діяльністю навчальних та наукових установ в Росії.
- 1 відділення — справи Головного управління училищ, Вченого комітету міністерства, цензури, видання навчальної літератури та всього книговидання в Росії (у відділенні вівся облік всіх виданих книг);
- 2 відділення — справи навчальних округів і університетів, організація та контроль за навчальним процесом в навчальних закладах;
- 3 відділення — справи Академії наук, Академії мистецтв, ліцеїв, Імператорської публічної бібліотеки, вчених співтовариств, музеїв, друкарень та ін.;
- 4 відділення — господарські і адміністративні справи міністерства.